# Castrodeza
Castrodeza település Spanyolországban, Valladolid tartományban. Castrodeza Wamba, Valladolid és Torrelobatón községekkel határos. Lakosainak száma 142 fő (2024).

## Népesség
A település népessége az utóbbi években az alábbiak szerint változott:
| Lakosok száma | 241  | 228  | 186  | 184  | 170  | 180  | 158  | 160  | 149  | 142  |
|               | 2001 | 2004 | 2007 | 2009 | 2012 | 2014 | 2017 | 2019 | 2022 | 2024 |